# Incidente de Xi'an
El incidente de Xi'an o Sian consistió en el rapto del líder nacionalista chino Chiang Kai-shek por dos de sus generales (uno de ellos Zhang Xueliang), con el fin de convencerlo de posponer su guerra contra el Partido Comunista de China hasta que la invasión japonesa hubiera sido derrotada. El secuestro duró del 12 de diciembre de 1936 al 25 del mismo mes.
A raíz de este incidente, los nacionalistas y comunistas formaron una alianza que dirigió su atención a los japoneses en Manchukuo.

## Antecedentes

### Debilidad soviética

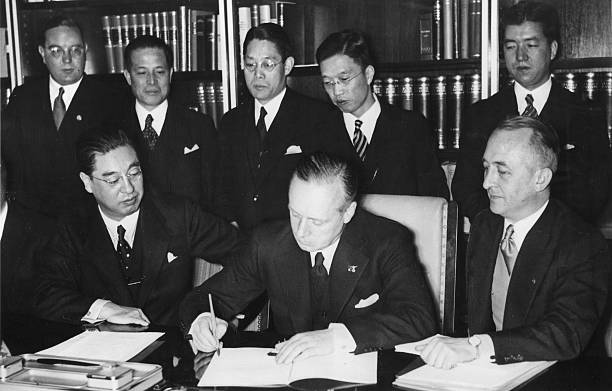
Firma del Pacto Antikomintern el. El fortalecimiento de la alianza entre los principales rivales de la URSS en Europa y Oriente preocupó al Gobierno soviético.

La seguridad de la Unión Soviética se hallaba cada vez más amenazada desde comienzos de la década de 1930. En Europa, las relaciones de amistad con la República de Weimar habían dado paso a la hostilidad anticomunista de la Alemania nazi de Hitler. En el este, Japón había comenzó a expandir su imperio colonial en China. En 1931, había ocupado Manchuria tras el incidente de Mukden; en 1934, había creado el Estado títere de Manchukuo. Los soviéticos habían sido expulsados de la gestión del Ferrocarril Transmanchuriano y sentían la presión japonesa tanto en Siberia Oriental como en Sajalín (ya que durante la época la Isla del Sajalín estaba partida entre los japoneses y rusos).
Según aumentaba la tensión entre la URSS y Japón, el Gobierno de Moscú se mostraba cada vez más favorable a un pacto antijaponés con los nacionalistas de Nankín. Al mismo tiempo, favorecía también la creación de un Estado comunista en el noroeste de China, interpuesto entre su territorio y el dominado por Japón. El mismo temor a Japón había impelido a Moscú a normalizar las relaciones diplomáticas con el Gobierno de Chiang Kai-shek en diciembre de 1932 y a establecerlas con los Estados Unidos —los dos principales rivales de Japón en la región— en noviembre de 1933. A finales de 1933, el ministro soviético de Asuntos Exteriores, Maksim Litvínov, había llegado a proponer un pacto de no agresión entre su país, EE. UU., Japón y China. La debilidad del Gobierno chino a pesar de las reformas que había puesto en marcha hizo, no obstante, que las negociaciones de alianza entre Moscú y Nankín no fuesen claras y públicas hasta la adhesión japonesa al Pacto Antikomintern en noviembre de 1936. La URSS temía además que China —cuyo Ejército contaba con asesores militares alemanes y que obtenía la mayoría de su armamento del Reich—, suscribiese también el acuerdo anticomunista, como en efecto esperaba Japón.

### Recrudecimiento de la expansión japonesa y contactos chino-soviéticos
La situación para el Gobierno chino también era delicada: en 1935 había resurgido la presión japonesa. Como consecuencia de las exigencias japonesas en Hebei, en julio se había firmado el Pacto He-Umetsu, lo que no evitó que aumentase la actividad nipona en Chahar. La expansión japonesa al sur de la Gran Muralla aumentó la sensación de crisis nacional en China y crecieron los llamamientos a la unidad del país contra Japón. Por otro lado, Chiang seguía con sus ofensivas contra los comunistas, que consideraba agentes del imperialismo soviético. En 1934 y con ayuda de los asesores militares alemanes, había aplastado el sóviet de Jiangxi. El Gobierno nacionalista seguía primando la eliminación de los comunistas frente al conflicto con Japón.
Ya a mediados de 1934, Chiang había enviado un emisario a Moscú a averiguar la inclinación de los soviéticos a respaldar a China en su conflicto con Japón, a pesar de la persecución de los comunistas que llevaba a cabo. Aunque los soviéticos le aseguraron que estas no impedirían el entendimiento entre los dos Gobiernos, el enviado de Chiang regresó convencido de la renuencia soviética a enfrentarse abiertamente a Japón para auxiliar a China. Aunque los contactos continuaron en 1935, los representantes soviéticos siguieron rechazando acuerdos demasiado estrechos entre los dos países que, en su opinión, únicamente hubiesen servido para precipitar un ataque japonés contra el que la ayuda China sería insuficiente. Las negociaciones continuaron a comienzos de 1936 en Moscú, pero los soviéticos se negaron a imponer al Partido Comunista de China un concierto con el Kuomintang. Esto precipitó la ruptura de las negociaciones y la decisión de Chiang de eliminar a los comunistas chinos antes de retomarlas.
Al tiempo que Chiang trataba con los soviéticos, también lo hacía con Japón, con el que había restablecido relaciones diplomáticas en abril de 1935. En septiembre de ese año, comenzaron las conversaciones entre los dos países en Japón, que empezaron con grandes diferencias entre las dos partes. Pese a ello, Chiang se mostró conciliador y en diciembre formó un nuevo gabinete más projaponés. Tanto el nuevo ministro de Asuntos Exteriores como la actitud de Nankín hacia Tokio debían favorecer el entendimiento entre las dos naciones. Si esto no resultaba posible, la tregua que se esperaba alcanzar debía permitir a Chiang concluir la unificación china y prepararse para el futuro conflicto con Japón. Las negociaciones, sin embargo, se estancaron por el rechazo de cada parte a aceptar las exigencias de la otra. Japón aumentó sus condiciones para alcanzar un acuerdo y, a pesar de las cesiones secretas de emisario chino, se negó a ceder en las suyas. En el otoño y con el aumento de los incidentes antijaponeses en China, las relaciones bilaterales estaban a punto de romperse.
En esa situación, Chiang optó por reforzar la relación con la URSS, nombrando un nuevo embajador y esperando finalmente un tratado bilateral, que ya los soviéticos también deseaban, dado el reforzamiento de la alianza germano-nipona y el temor de que Nankín se uniese a ella. Las conversaciones chino-soviéticas se retomaron en diciembre y los soviéticos se mostraron dispuestos incluso a sopesar la exigencia de Chiang de firmar un tratado de seguridad mutua.

### La URSS y el PCCh
Decidido a forjar la alianza con el Gobierno chino de Chiang, el soviético apremió al PCCh a alcanzar un acuerdo con aquel. La actitud favorable al pacto entre el PCCh y el Kuomintang se había columbrado ya en 1933, pero había quedado clara a partir del VII Congreso del Comintern de julio de 1935 y la evolución política de los meses posteriores. Aun así, la difíciles comunicaciones entre el Comintern y los comunistas chinos, enfrascados en la Larga Marcha y sin conexión por radio con Moscú —el contacto se había perdido en noviembre de 1934, cuando el servicio secreto nacionalista destruyó el transmisor del partido en Shanghái— y el cambio de directrices —el VII congreso había abogado por la formación de un frente unido antijaponés, pero sin Chiang, actitud que cambió en los meses siguientes— hicieron que la posición del PCCh respecto al Kuomintang no se ciñese a lo decidido por el Comintern a finales de 1935. En mayo de 1936, finalmente el Comité Ejecutivo Central del Comintern abandonó oficialmente su objetivo de imponer un Gobierno soviético en China y adoptó como alternativa el establecimiento de una república democrática y el mantenimiento de la paz. Los comunistas chinos, acosados por las fuerzas de Chiang, discrepaban de la nueva actitud conciliatoria, y eran escépticos sobre la posibilidad de concertarse con este. Las diferencias quedaron claras cuando el PCCh celebró la revuelta contra Chiang de algunos caudillos militares del sur en junio de 1936 mientras que el Comintern la condenó firmemente. A finales del verano, una vez restablecida la comunicación entre Moscú y sus correligionarios chinos, los soviéticos insistieron en el cambio de actitud hacia Chiang, que sus correligionarios chinos aceptaron a medias, aunque el 25 de agosto promulgaron una directriz defendiendo la alianza con él.

### Enfrentamientos entre comunistas y nacionalistas

La Larga Marcha tras el aplastamiento del Sóviet de Jiangxi. El Ejército Rojo Chino se encontraba muy debilitado tras las últimas campañas del Gobierno de Nankín.

Mientras continuaban las distintas conversaciones, no cesaron los combates entre comunistas y nacionalistas. Con la aquiescencia de los soviéticos, los primeros emprendieron una campaña en Shanxi el 24 de octubre para establecer contacto directo con la URSS y Mongolia, con el objetivo de facilitar el transporte de armas al debilitado Ejército Rojo Chino. La suerte de los combates, empero, favoreció a los nacionalistas —la invasión de los territorios de Yan Xishan fracasó finalmente en mayo de 1936— y complicó además las conversaciones bilaterales entre los dos partidos. La lucha entre comunistas y nacionalistas tenía lugar además en paralelo a negociaciones que habían comenzado en el otoño de 1935, en las que participaban también los soviéticos y que habían avanzado notablemente para el otoño del año siguiente. Pese a esto, los comunistas chinos eran escépticos sobre la posibilidad de pactar con Chiang, ya que este exigía el control de sus unidades militares y la entrega del territorio que controlaban. En noviembre de 1936, las nuevas condiciones enviadas por el Kuomintang al PCCh complicaron el acuerdo y convencieron a los comunistas del rechazo de Chiang a luchar contra Japón.
El grueso del Ejército Rojo Chino había alcanzado la región, el norte de la provincia de Shaanxi, al concluir la Larga Marcha en octubre de 1935, tras recorrer más de diez mil kilómetros desde Jiangxi y haber perdido por el camino setenta y cinco de sus ochenta y cinco mil miembros. Incluso con los refuerzos locales y la llegada del 2.º Ejército y parte del 4.º, la situación era delicada. Chiang seguía empeñado en eliminar la base comunista antes de que se fortaleciese, y continuaba otorgando precedencia a la lucha con los comunistas frente al conflicto con Japón. Por su parte, los comunistas sostenían la necesidad de formar una alianza nacional entre diversos grupos para afrontar la amenaza japonesa, posición que gozaba de la aprobación de buena parte de la población.
Con la misma meta de facilitar el rearme de sus fuerzas y aprovechando el interés de los caudillos militares regionales por obtener también armamento soviético, el PCCh redobló sus intentos de aliarse con estos, lo que debía facilitar las comunicaciones con la URSS. Desde mediados de junio y tras la derrota en Shanxi en mayo, se abandonó el plan de entrar en contacto con la URSS a través de esa región y se hizo hincapié en entrar en liga con Zhang y Yang. La alianza debía servir además para formar un Gobierno rival del de Nankín y formar un frente antijaponés en el noroeste del país. Además, tanto los soviéticos como los comunistas chinos esperaban que el aumento del apoyo entre los caudillos militares a la unión nacional y al enfrentamiento con Japón acabase por forzar a Chiang a adoptar también esta posición.
A lo largo de 1936 y con apoyo del Comintern, se intensificaron los contactos entre los comunistas chinos, Zhang Xueliang y Yang Hucheng. Los soviéticos estaban interesados en la formación de esta coalición ya que los choques fronterizos con los japoneses, que habían comenzado en enero de 1935, se habían recrudecido en febrero de 1936: las refriegas iniciales habían dado paso a batallas con artillería y tanques. La influencia japonesa en Mongolia Interior, además, crecía. La posibilidad de crear de un Estado favorable en el noroeste chino, por tanto, servía a los soviéticos como alternativa a una posible alianza sino-japonesa.
Por otro lado, los intentos de Mao de abrir una ruta alternativa hacia la URSS a través de Ningxia y Gansu también resultaron infructuosos. Las fuerzas gubernamentales en la zona impidieron la conquista de Ningxia, fundamental para el plan comunista, en el otoño.

### Zhang, Yang, Chiang y los comunistas

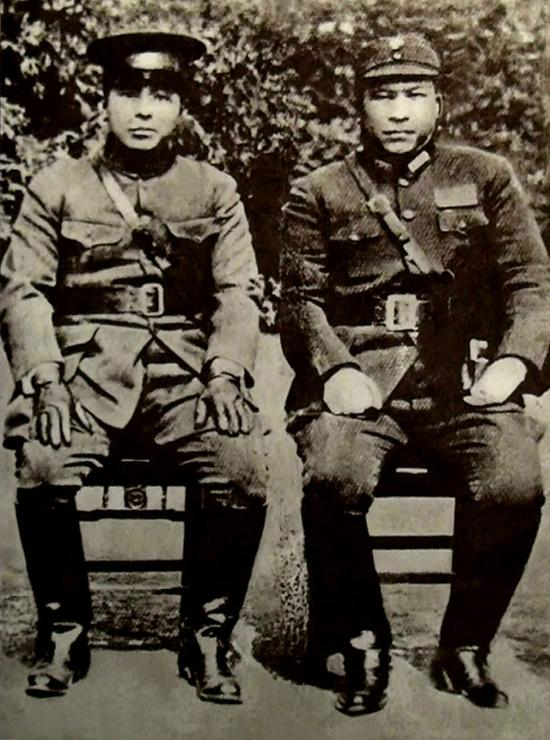
Zhang Xueliang, comandante del Ejército de Noreste (Dongbei) y Yang Hucheng, del Noreste (Xibei), subordinados al Gobierno de Nankín pero partidarios de la cooperación con los comunistas para luchar con los japoneses, durante el incidente.

En octubre de 1935, Chiang Kai-shek ordenó al Ejército del Noreste de Zhang Xueliang —que los japoneses habían expulsado de Manchuria en 1931— unirse al del Noroeste de Yang Hucheng y dirigir las operaciones contra los «bandidos» comunistas. El cuartel general de las operaciones de aplastamiento de las bases comunistas era la ciudad de Xian.
El Kuomintang, por su parte, ultimaba los preparativos para atacar las bases comunistas en Shaanxi cuando Zhang ordenó el secuestro de Chiang. La idea del rapto la había propuesto Yang Hucheng, preocupado por ser relevado por este. Aunque Zhang había rechazado al principio la idea, finalmente la había aceptado, una vez que Chiang dejó clara su intención de relevarlo del mando y sustituirlo por otro general más decidido a acabar con los comunistas de la región. La opinión pública local y sus propios asesores también le aconsejaban abandonar la campaña anticomunista y aunar fuerzas contra Japón. Chiang había rechazado firmemente esta propuesta.
Incluso antes de haber sido enviado a la región para acabar con los comunistas, Zhang había rechazado el propósito de la ofensiva, convencido de su inutilidad y de la necesidad de una solución política al conflicto. Los contactos entre sus fuerzas y los comunistas, los inició el «joven mariscal». Condujeron a una tregua con los ejércitos de Zhang y Yang (el 17.º Ejército, en el que relevantes mandos eran comunistas encubiertos). La tregua alcanzada entre Zhang y Zhou Enlai facilitó la cooperación militar y financiera entre las dos partes. Zhang se encargó luego de allanar el pacto entre los comunistas y Yang —que ya existía sin que lo supiese— y de preparar la adhesión al plan antijaponés de Chiang Kai-shek. En parte, la actividad antisubversiva de la Sociedad de Camisas Azules, que incluía la vigilancia de personas consideradas desafectas al Gobierno, el desbaratamiento de las actividades consideradas antigubernamentales e incluso el asesinato de opositores, facilitó el acuerdo entre los jefes militares encargados de la campaña anticomunista, disgustados por aquella, y el PCCh.
A pesar de ello, Chiang acudió a Xian a asistir a una conferencia militar en la que pretendía definir las últimas operaciones que debían acabar, esperaba, con las bases comunistas en la zona. El 4 de diciembre, Chiang llegó a Xian para presionar a los dos jefes militares y obligarlos a emprender la ofensiva contra los comunistas. Estos, sin embargo, se oponían a continuar la guerra civil y defendían la liga contra Japón. Chiang relevó del mando a Zhang y Yang. Ordenó al nuevo comandante de las unidades que comenzase de inmediato las operaciones contra el enemigo. Una vez clara la negativa de Chiang a la alianza con los comunistas contra Japón, los conspiradores se decidieron a raptarlo, decisión que tomaron como muy tarde el 8 de diciembre. La intensificación de represión de los «camisas azules» favoreció también el desencadenamiento del incidente. El PCCh desconocía el plan de secuestro. La noche del día 11, Chiang y Zhang cenaron juntos, antes de que aquel regresase a su alojamiento en las afueras de la ciudad. La misma noche, tras regresar a su cuartel general, Zhang ordenó el secuestro de Chiang, que debía ser capturado vivo e ileso. Chiang debía haber volado de regreso a Nankín al día siguiente.

## El incidente

### Secuestro de Chiang y sus acompañantes

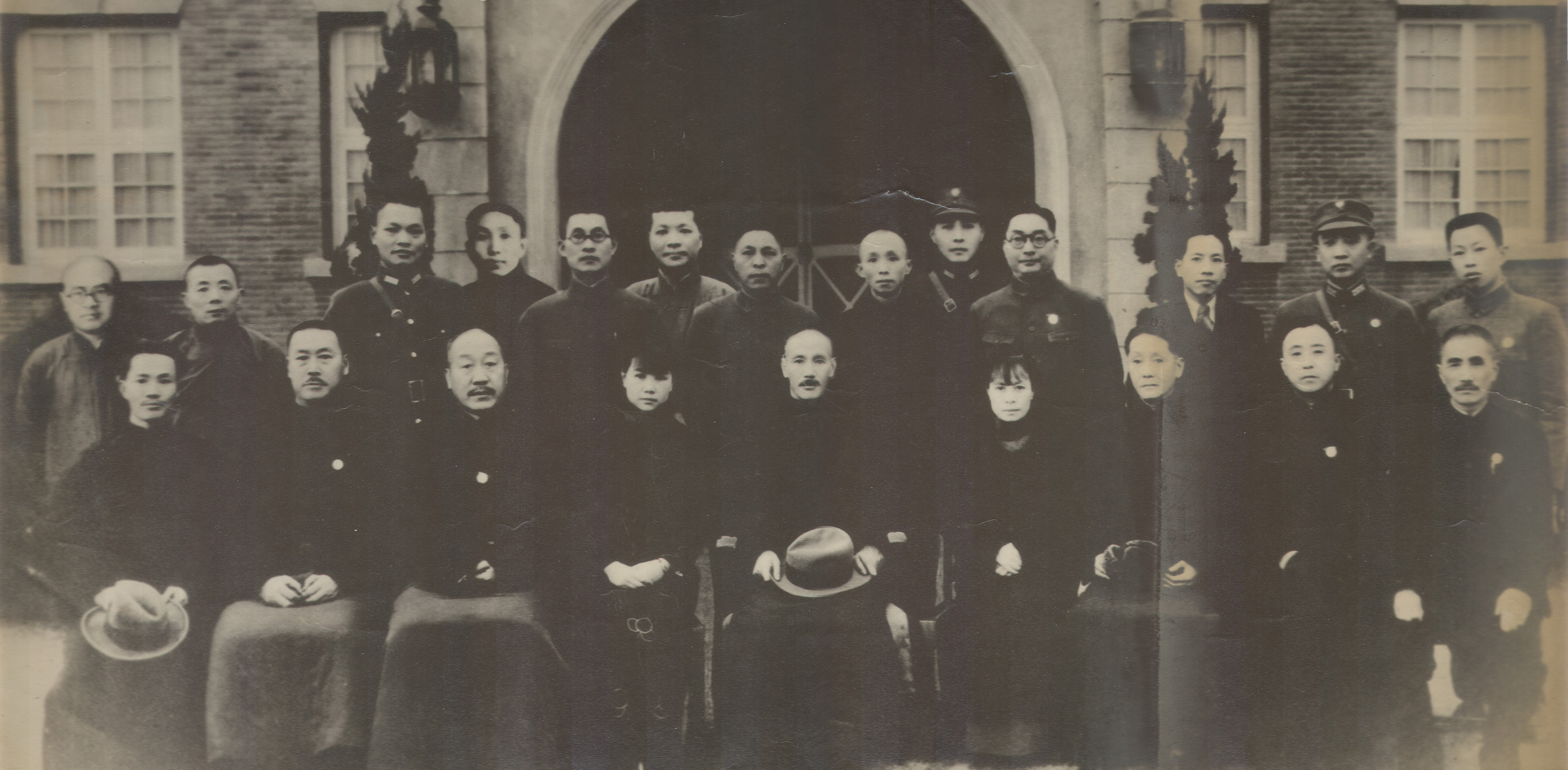
Miembros del Kuomintang capturados en Xian. En el centro, con sombrero en el regazo, Chiang Kai-shek.

La madrugada del 12 de diciembre de 1936, cuatro camiones de soldados llegaron al lugar donde se alojaba Chiang, un antiguo complejo imperial en Huaqing, un lugar con fuentes termales a las afueras de Xian. Tras asesinar a la guardia, los ciento veinte soldados del grupo penetraron en el conjunto de edificios. Allí se enfrentaron con los guardaespaldas de Chiang, mientras este huía de la refriega saltando por una ventana, sin tiempo de vestirse. Tras sortear un muro y un foso donde se hirió, logró alcanzar el templo situado en lo alto de las fuentes termales, mientras le perseguían por la nieve. Logró esconderse en una cueva, oculta tras una roca, mientras los asaltantes continuaban buscándolo y fusilaban a su sobrino —entre otros odiados miembros de los «camisas azules»—, capturado en el ataque. Al mismo tiempo, sus acompañantes eran arrestados por toda la ciudad. Tras varios choques, los cuatro o cinco mil hombres del Kuomintang acuartelados en Xian fueron desarmados por las unidades de Zhang y Yang. Una doce de importantes oficiales que habían acompañado al generalísimo en su viaje a Xian también fueron capturados por los rebeldes.
Cansado, herido y yerto, Chiang acabó entregándose a los soldados. A pesar de estar arrestado, los soldados de Zhang se mostraron en todo momento respetuosos con él.
Como era costumbre en la época, Zhang proclamó las razones del rapto en un telegrama dirigido a los dirigentes nacionales y regionales. Exigió la reforma del Gobierno, el fin de la guerra civil, la liberación de los presos en Shanghái por realizar protestas antijaponesas y de otros presos políticos, el respeto a la libertad de expresión, la convocatoria de una conferencia de «salvación nacional» y la aplicación de los Tres Principios del Pueblo de Sun Yat-sen. En total, ocho condiciones que fundamentalmente exigían el fin de la guerra civil y la formación de una alianza antijaponesa.

### Reacciones
Para cuando se produjo el secuestro de Chiang, este y los soviéticos estaban a punto de lograr un acuerdo, convencidos ambos de la amenaza para los dos países del expansionismo japonés. El rapto y la posibilidad de que Chiang muriese y fuese sustituido por otro dirigente más projaponés o el país se sumiese en la guerra civil que le impidiese enfrentarse a Japón preocupó al Gobierno soviético.
Por su parte, los dirigentes del Kuomintang, aunque divididos en cómo debían reaccionar al secuestro de Chiang —algunos abogaban por atacar de inmediato Xian, incluso a riesgo de matar a Chiang—, coincidían en culpar a la URSS y exigieron su intervención para ponerle fin. A la protesta oficial del embajador en Moscú, presentada el 13 de diciembre, Litvínov respondió negando toda relación entre su Gobierno y el Komintern o el Partido Comunista de China (PCCh) y presentando a su vez una queja en Nankín. A pesar de la falsedad de las afirmaciones de los diplomáticos soviéticos, la URSS se oponía claramente al rapto de Chiang, como reflejaron los principales periódicos soviéticos, Pravda e Izvestia, cuyas declaraciones el Gobierno de Nankín se negó a publicar. Al principio, los dirigentes del Kuomintang dudaban de si Chiang seguía vivo o había sido pasado por las armas, y sopesaron bombardear Xian. El día 13, aviones gubernamentales sobrevolaron la ciudad y lanzaron volantes y periódicos e incluso algunas bombas. Chiang, aterrorizado, ordenó el fin del bombardeo. Las tropas selectas enviadas a rodear la ciudad llegaron a las cercanías el 17.
El día 15 Litvínov volvió a reunirse con el embajador chino, que solicitó de nuevo la intercesión de la URSS; la reunión, muy tensa, acabó en fracaso. Los soviéticos negaban toda responsabilidad, todo control de los comunistas chinos y toda relación con Zhang, y se quejaban de la acusación de complicidad. El día 19, finalmente convencidos de que la URSS no había instigado el rapto, los mandatarios de Nankín trataron de mejorar la situación tratando con el agregado de negocios soviético en la capital.
El PCCh, por su parte, al comienzo decidió ajusticiar al Chiang tras un juicio popular. Para ello, solicitó permiso al Komintern, al tiempo que abogaba por poner en marcha el plan para establecer un Gobierno rival al de Nankín en la región. Pese a que no había participado en el plan de rapto de Chiang, que consideraba una conspiración de los militares, la dirección del partido al comienzo se alegró. Aunque el primer mensaje se envió la noche del día 12, Moscú no respondió hasta el 16. El mensaje de Georgui Dimitrov, secretario del Comité Ejecutivo Central del Komintern, indicó el rechazo al secuestro y la necesidad de formar un frente antijaponés. Esto obligaba a Mao a abandonar el plan de alianza con los caudillos militares de la región y dejar de apoyar a Zhang en su acción contra Chiang. En efecto, los días 13 y 14 Mao había felicitado a los caudillos militares rebeldes y propuesto una alianza militar oficial contra Nankín. El plan inicial era formar un Gobierno antijaponés rival del de Nankín que además sirviese para dividir las filas del Kuomintang. El PCCh, sin embargo, no se plegó totalmente a las directrices del Komintern y proclamó el día 19 su respaldo a lo calificó de progresismo y patriotismo de los militares que habían capturado a Chiang. Aceptó, no obstante, su deseo de resolver pacíficamente la crisis.
Zhang se enfureció cuando Zhou Enlai, al que había enviado un avión para que se reuniese con él en Xian y llegó a allí la tarde del 17, le comunicó la posición soviética, convencido de que los comunistas chinos le habían engañado. Zhang había invitado a Zhou para definir la alianza entre sus unidades y las de los comunistas, amenazadas por las del Kuomintang. La llegada de Zhou y de la delegación comunista en un principio alborozó a los militares rebeldes y la alianza entre el PCCh, Zhang y Yang. La falta de respaldo soviético convenció finalmente a Zhang de liberar a Chiang el 25 de diciembre, sin haber consultado con los comunistas y de buscar un final pacífico a la crisis. Sin un plan claro de acción y amenazado por las tropas del Kuomintang —cinco divisiones avanzaron hacia Xian—, se hallaba en una posición débil, ya que Chiang no se mostraba dispuesto a transigir y aceptar sin más sus exigencias. El 16, las divisiones internas entre los ejércitos locales se evidenciaron cuando una división entera del ejército de Yang se pasó a las filas gubernamentales.
Zhang comenzó a solicitar la ayuda de mediadores, entre ellos del cuñado de Chiang, T. V. Soong y empezó a ceder en sus pretensiones, desesperado por lograr un acuerdo y salir del apuro. Retirado el apoyo soviético y de los comunistas chinos al establecimiento de un Gobierno rival y a un conflicto armado con Nankín, cedió y adoptó la posición de aquellos. Por su parte, Zhou tuvo un papel destacado en la solución pacífica de la crisis, principalmente por convencer al reacio Yang de liberar a Chiang incluso sin que este aceptase por escrito las condiciones exigidas por Zhang.
El secuestro de Chiang sorprendió en Japón, donde el mando de la Armada recomendó reforzar las tropas destinadas en China por la posible incertidumbre política consecuencia del rapto. A pesar de los desacuerdos entre el Ejército de Tierra, la Armada, y el Gobierno, sobre la actitud más provechosa para el país, los tres coincidían en la necesidad de continuar con sus campañas anticomunistas y en tratar de estorbar cualquier acercamiento del Gobierno de Nankín o de los Gobiernos regionales a la URSS o a los comunistas chinos. La Armada reforzó varios puntos de China y el Gobierno rechazó una propuesta británica de negociar secretamente con Zhang la liberación de Chiang a cambio de garantizar su exilio.

### Negociaciones
Dimitrov indicó la necesidad de acabar pacíficamente con la crisis política desatada por el secuestro, a cambio de la inclusión de progresistas en el Gobierno de Nankín y de la garantía de los derechos civiles y políticos; los comunistas chinos exigían, empero, la convocatoria de una conferencia nacional que fijase el programa de gobierno y escudriñase la actividad de Chiang al frente del Ejecutivo.
El 22 de diciembre, con Chiang aún decidido a no aceptar las menguadas exigencias de Zhang para recobrar la libertad, llegó a Xian su esposa, Meiling. Esta se entrevistó con Zhou Enlai, que el 24 visitó finalmente a Chiang, a quien conocía de antiguo. En la cordial entrevista coincidieron en poner fin a la guerra civil y al día siguiente, con la simple garantía de la palabra de Chiang, este fue liberado. Las condiciones de la liberación se interpretaron de manera diferente por cada parte: Chiang insistió en no haber aceptado exigencia alguna, Zhang y Yang afirmaron lo contrario y Mao dio por buena su actitud conciliadora. Zhang solicitó acudir a la capital para responder de sus actos, pese a que Zhou se lo desaconsejó.

## Arresto de Zhang Xueliang y tensión entre Xian y Nankín
El arresto de Zhang en la capital, no obstante, volvió a tensar la situación. Zhou tuvo que convencer a los mandos militares comunistas para que apoyasen a los ejércitos de Zhang (Dongbei o del Noreste) y Yang (Xibei o del Noroeste) en un posible enfrentamiento militar con el Kuomintang y mantener así la coalición tripartita. El mantenimiento, aunque precario, de la alianza, facilitó que Nankín no recurriese a la fuerza para acabar definitivamente con la crisis. Detenido Zhang, Yang afrontaba además una situación complicada: un tercio de sus tropas se habían pasado al Gobierno, su control sobre las unidades de Zhang era puramente teórico y había divisiones entre los oficiales de su propio ejército acerca de la conveniencia de enfrentarse a las fuerzas gubernamentales para liberar a Zhang. Por otro lado, el movimiento popular surgido durante la crisis y que provenía de la agitación estudiantil que había comenzado en diciembre del año anterior era claramente izquierdista, favorable a la detención de Chiang, hostil al Gobierno de este y dispuesto a participar en la defensa de la ciudad si el Gobierno finalmente la atacaba.
Las diferencias entre los oficiales de los ejércitos rebeldes culminó en un intento de golpe de algunos mandos medios contra los generales, que tildaban de indecisos, para forzar el conflicto armado con Nankín —que, sin embargo, parecía inminente—, el 2 de febrero de 1937. El golpe, pese a estar encabezado por oficiales izquierdistas, no contó con el respaldo del PCCh, terminó fracasando y allanó el acuerdo entre los generales, más conservadores que los alzados en su contra, y Nankín. Se abandonó entonces la liberación del «joven mariscal».
En Nankín, Zhang colaboró en la resolución pacífica de la crisis: ordenó la liberación de los últimos arrestados por sus tropas, devolvió parte del armamento capturado y aceptó las condiciones que exigía el Gobierno para ponerle fin. A cambio exigió, sin embargo, el fin de la guerra civil, acto que el PCCh le agradeció. El gesto desinteresado de Zhang de marchar a Nankín y exigir únicamente este condición obligaba moralmente a Chiang a aceptarla. El 8 de febrero, las primeras unidades militares gubernamentales entraron en Xian, tras haberse alcanzado un acuerdo entre los rebeldes y el Gobierno.

## Consecuencias
Una de las consecuencias del incidente fue la alianza de Chiang con la URSS y el abandono de la anterior política de equilibrio y enfrentamiento con comunistas y japoneses en la que había empleado la ayuda de los unos para oponerse a los otros. Chiang presentó la dimisión de sus cargos por haber permitido la rebelión de Zhang y Yang, pero no fue aceptada. El tratado de no agresión entre los Gobiernos chino y soviético, sin embargo, no se firmó hasta el 22 de agosto de 1937, una vez comenzada la segunda guerra sino-japonesa, tras una serie de fallidas negociaciones entre el Kuomintang y el PCCh; el segundo no deseaba aceptar la exigencias de control político y militar del primero.
Zhang fue juzgado y condenado a diez años de prisión, pero la sentencia se cambió por prisión indefinida, al albedrío de Chiang, que lo mantuvo preso hasta 1991.
Japón quedó convencido por la liberación de Chiang de que este había capitulado, aceptado las exigencias de Zhang y se había aliado con los comunistas, a pesar de los intentos del Kuomintang de calmar la suspicacia nipona. El acercamiento entre Nankín y Moscú confirmó los temores japoneses, y allanó el estallido de la segunda guerra sino-japonesa en julio de 1937. Durante los primeros meses de 1937, sin embargo, el Ejército de Tierra japonés, convencido de que se avecinaba la guerra con la URSS y con uno de sus miembros al frente del nuevo Gobierno formado a principios de febrero, abogó por abandonar la anterior política de desmembramiento de China y hacer hincapié en la cooperación con el Gobierno de Nankín. Así, mientras este adoptaba una actitud más intransigente ante Japón, el Imperio nipón seguía una línea más moderada y tendente a la concordia con China.
Los comunistas, protegidos por la reacción nacionalista antijaponesa favorable al fin de los combates entre ellos y los nacionalistas, evitaron la continuación de la campaña en Xian, que podía haberlos eliminado del territorio.